# Меморіал Слави «Лебедина пісня»
Меморіал Слави «Лебедина пісня» розміщується на перехресті вулиць Першогвардійська, 19 Серпня та Русіянова.

## Галерея

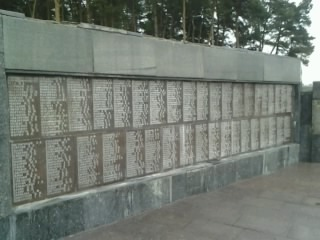
Фото пам'ятника

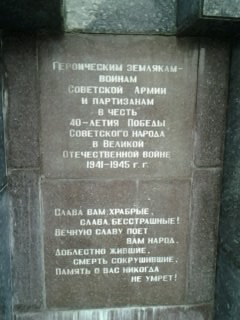
Фото пам'ятника